# Adolf Helmberger
Adolf Helmberger (* 8. Juni 1885 in Sankt Gilgen; † 12. August 1967 ebenda) war ein österreichischer Porträt- und Landschaftsmaler.

## Leben
Helmberger wurde in Salzburg und an der Wiener Akademie der bildenden Künste von Christian Griepenkerl und Alois Delug ausgebildet. Ab 1922 war er Mitglied der Genossenschaft bildender Künstler in Wien.
Bei Ausbruch des Ersten Weltkrieges wurde Helmberger wegen einer Hörschwäche als mindertauglich eingestuft, obwohl er zuvor seinen Militärdienst als Einjährig-Freiwilliger absolvierte. Im August 1915 suchte er um Aufnahme als Kriegsmaler in der Kunstgruppe des k.u.k. Kriegspressequartiers an, welche sofort gewährt wurde, da er im Herbst 1915 bereits an der russischen Front, und später beim 14. Armeekorps an der Südwestfront tätig war. 1916 arbeitete er im Gebiet des Monte Piana, in der Rocchetta- und Adamello-Gruppe sowie in den Fassaner Alpen. Im Herbst 1917 war er an der Isonzofront bei Flitsch. Eine seiner bekanntesten Darstellungen ist wohl jene der höchsten Artilleriestellung der k.u.k. Armee am Ortler.
Helmberger war 1938, 1941 und 1942 auf der Großen Deutschen Kunstausstellung in München mit drei Landschaftsbildern in Öl vertreten, von denen 1938 Hitler Föhntag, St. Gilgen erwarb.
Nach dem Ersten Weltkrieg schuf Helmberger hauptsächlich impressionistische Landschaftsbilder aus dem Salzkammergut.
1956 wurde ihm der Ehrentitel „Professor“ verliehen.
Er war Sohn des promovierten Gemeindearztes Franz Helmberger (* 1854; † 1920), verheiratet mit Josefine, geborene Ratz (* 27. Dezember 1899; † 22. September 1969), und hatte zwei Kinder.

## Werke (Auswahl)
- Feldwache auf Cima Presana, 1916. Öl auf Leinwand, 58,5 × 51,5 cm, Heeresgeschichtliches Museum, Wien.
- Gebirgsbatterie auf der Ortlerspitze, 1916, Öl auf Leinwand, Heeresgeschichtliches Museum Wien.